# مسابقات شمشیربازی قهرمانی آسیا
مسابقات شمشیربازی قهرمانی آسیا (به انگلیسی: Asian Fencing Championships) یک رقابت شمشیربازی منطقه ای است که توسط کنفدراسیون شمشیربازی آسیا برای منطقه آسیا و اقیانوسیه در رده‌های سنی نوجوانان، جوانان، امید، بزرگسالان و پیشکسوتان برگزار می‌شود. مسابقات شمشیرزنی معلولان آسیا زیر نظر فدراسیون جهانی معلولان قطع عضو (آیواز) برگزار می‌شود.
اولین دوره مسابقات در دو بخش مردان و زنان، در سال ۱۹۷۳ در تهران برگزار شد.

## فهرست مسابقات
|    | سال  | میزبان                                   |
| -- | ---- | ---------------------------------------- |
|    | ۱۹۷۳ | تهران، ایران                             |
| ۱  | ۱۹۸۹ | پکن، چین                                 |
| ۲  | ۱۹۹۱ | کوالا لامپور، مالزی                      |
| ۳  | ۱۹۹۳ | توکیو، ژاپن                              |
| ۴  | ۱۹۹۵ | سئول، کره جنوبی                          |
| ۵  | ۱۹۹۷ | تهران، ایران (مردان) نانجینگ، چین (زنان) |
| ۶  | ۱۹۹۹ | نانجینگ، چین                             |
| ۷  | ۲۰۰۱ | بانکوک، تایلند                           |
| ۸  | ۲۰۰۳ | سئول، کره جنوبی                          |
| ۹  | ۲۰۰۴ | مانیل، فیلیپین                           |
| ۱۰ | ۲۰۰۵ | کوتا کینابالو، مالزی                     |
| ۱۱ | ۲۰۰۷ | نانتانگ، چین                             |
| ۱۲ | ۲۰۰۸ | بانکوک، تایلند                           |
| ۱۳ | ۲۰۰۹ | دوحه، قطر                                |
| ۱۴ | ۲۰۱۰ | سئول، کره جنوبی                          |
| ۱۵ | ۲۰۱۱ | سئول، کره جنوبی                          |
| ۱۶ | ۲۰۱۲ | Wakayama, ژاپن                           |
| ۱۷ | ۲۰۱۳ | شانگهای، چین                             |
| ۱۸ | ۲۰۱۴ | سوون (شهر), کره جنوبی                    |
| ۱۹ | ۲۰۱۵ | سنگاپور                                  |
| ۲۰ | ۲۰۱۶ | ووشی، چین                                |
| ۲۱ | ۲۰۱۷ | هنگ کنگ                                  |
| ۲۲ | ۲۰۱۸ | بانکوک، تایلند                           |
| ۲۳ | ۲۰۱۹ | چیبا، ژاپن                               |

## جدول مدال‌ها (۲۰۰۴-۲۰۱۸)
| رتبه            | کشور            | طلا | نقره | برنز | مجموع |
| --------------- | --------------- | --- | ---- | ---- | ----- |
| ۱               | کرهٔ جنوبی       | ۷۷  | ۵۹   | ۷۷   | ۲۱۳   |
| ۲               | چین             | ۷۳  | ۵۳   | ۶۹   | ۱۹۵   |
| ۳               | ژاپن            | ۸   | ۲۶   | ۷۱   | ۱۰۵   |
| ۴               | قزاقستان        | ۷   | ۱۱   | ۲۴   | ۴۲    |
| ۵               | هنگ کنگ         | ۳   | ۷    | ۶۲   | ۷۲    |
| ۶               | ایران           | ۰   | ۹    | ۱۸   | ۲۷    |
| ۷               | استرالیا        | ۰   | ۲    | ۲    | ۴     |
| ۸               | تایلند          | ۰   | ۱    | ۱    | ۲     |
| ۹               | ویتنام          | ۰   | ۰    | ۴    | ۴     |
| ۱۰              | ازبکستان        | ۰   | ۰    | ۳    | ۳     |
| ۱۱              | سنگاپور         | ۰   | ۰    | ۲    | ۲     |
| ۱۱              | قرقیزستان       | ۰   | ۰    | ۲    | ۲     |
| ۱۳              | تایوان          | ۰   | ۰    | ۱    | ۱     |
| مجموع (۱۳ کشور) | مجموع (۱۳ کشور) | ۱۶۸ | ۱۶۸  | ۳۳۶  | ۶۷۲   |